# Witanowice (Klein-Polen)
Witanowice is een dorp in de Poolse woiwodschap Klein-Polen. De plaats maakt deel uit van de gemeente Tomice en telt 1162 inwoners.